# 茨木藩
茨木藩（いばらきはん）は、摂津国（現在の大阪府茨木市片桐町・上泉町）に存在した藩。

## 藩史
戦国時代、茨木の地には織田信長の家臣であった中川清秀が入っていたことで有名である。
慶長5年（1600年）の関ヶ原の戦いで豊臣家が65万石の一大名に転落すると、茨木は豊臣氏の家老・片桐且元が入ったと言われている。且元は関ヶ原後、徳川家康より大和国竜田藩に所領を与えられていたが、茨木にも入っていたことが多く、実質的には且元の領地のようなものであった。
且元は関ヶ原後、衰退する豊臣家を懸命に支え、その存続に尽力した。近年では且元が大坂の陣直前に家康に寝返ったため裏切り者扱いされているが、大坂城にいる豊臣秀頼や淀殿、大野治長などが、家康との交渉に尽力する且元が家康と内通しているのではないかと猜疑し、且元を暗殺しようとしたため、且元はやむなく大坂城を退去し、弟の片桐貞隆とともに茨木城に立て籠もるしかなかったのである。
大坂の陣で豊臣家が滅亡した直後、且元は急死している。また、貞隆も大和国小泉（現在の大和郡山市）に所領を与えられた（小泉藩）ため、茨木は幕府領となった。なお、茨木城は一国一城令で廃城となった。

## 歴代藩主
片桐家
2万8000石 外様
1. 且元（かつもと）